# 오언 콜퍼

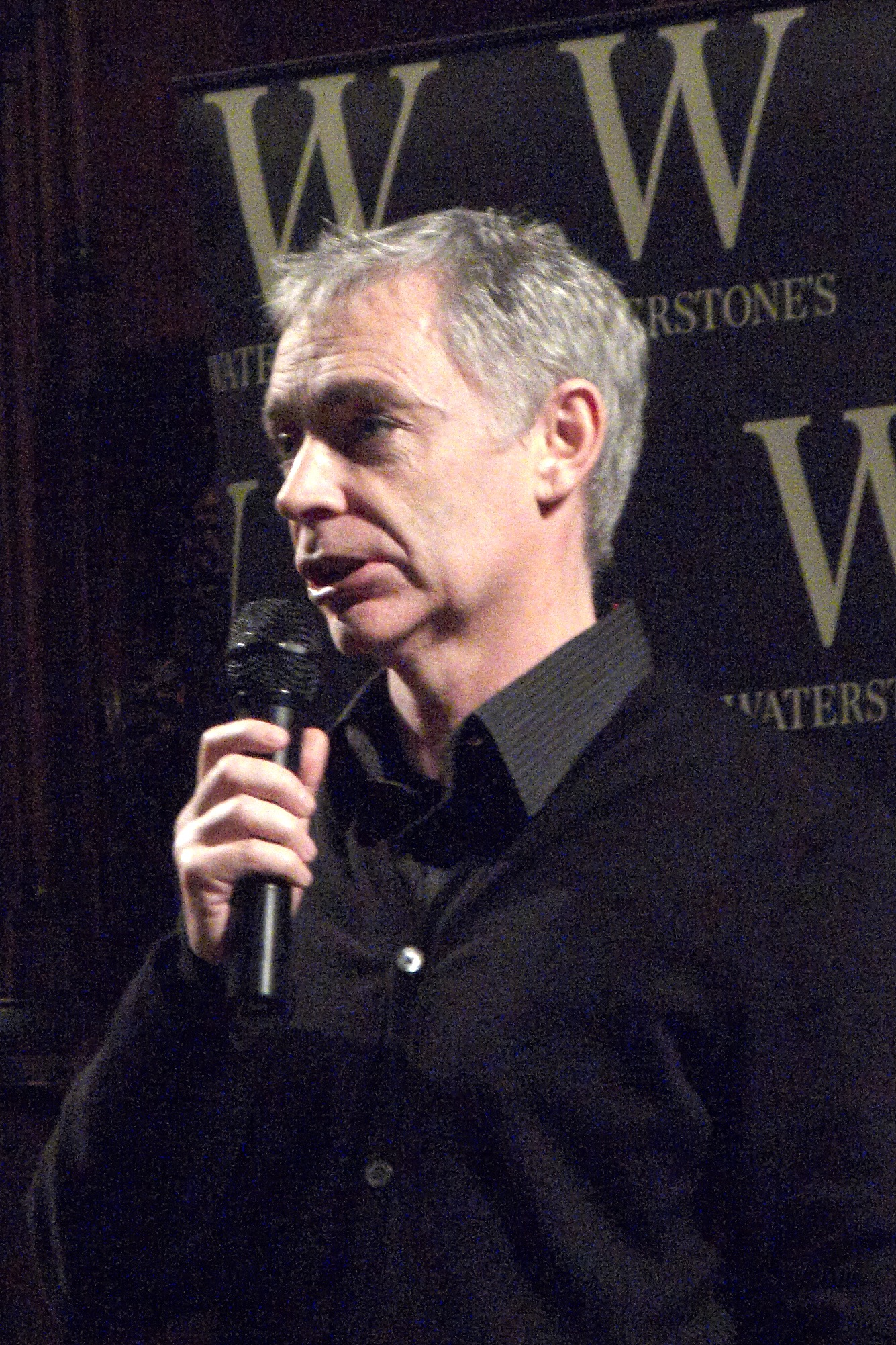

오언 콜퍼(영어: Eoin Colfer, 1965년~)는 아일랜드의 문학가이다. 대표작으로 《아르테미스 파울》(Artemis Fowl) 시리즈(2001-12)와 
슈퍼내철럴리스트(supernaturalists)가 있다